# Heidrun (Mythologie)

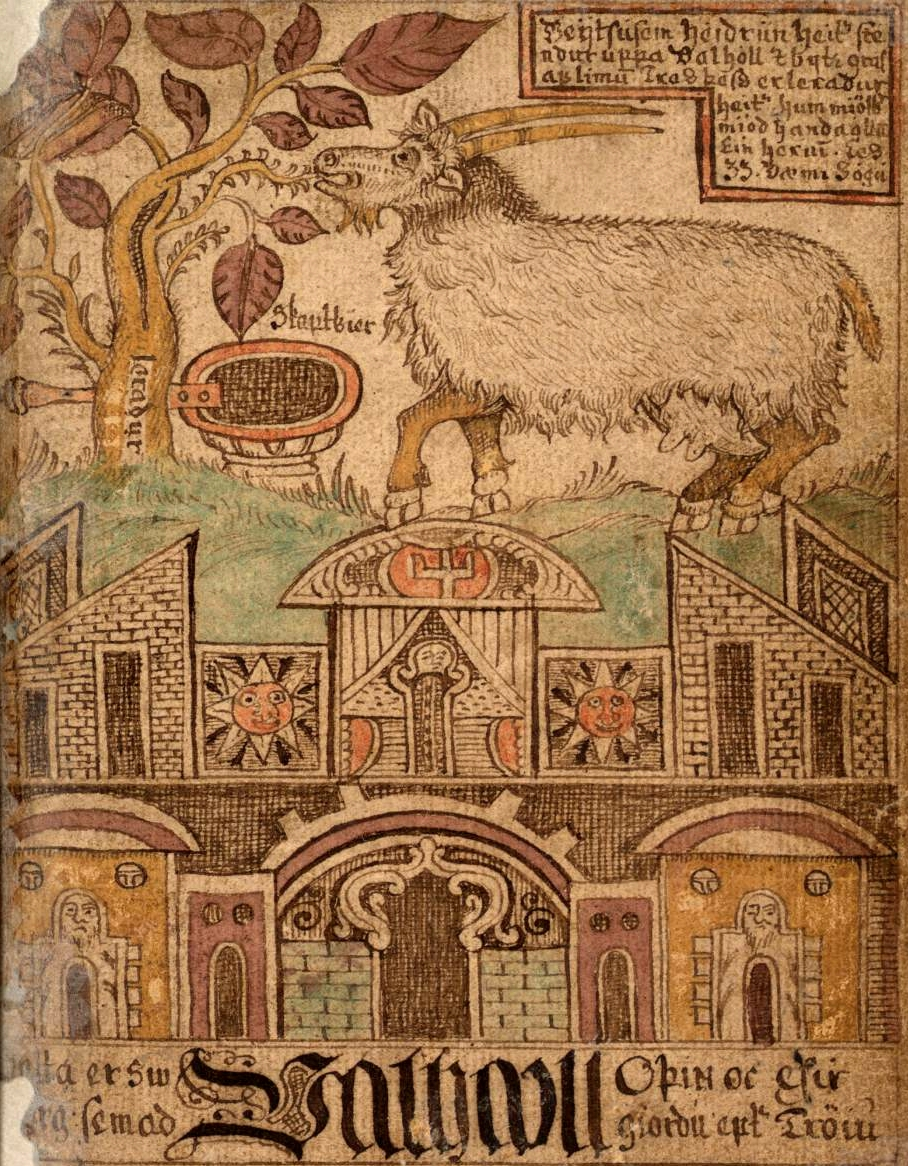
Heidrun.

Heidrun (altnordisch Heiðrún) ist der Name einer Ziege der nordischen Mythologie, aus deren Eutern Met für die Einherjer fließt. Die Ziege steht auf dem Dach Walhalls und frisst von den Zweigen des Baums Lärad, der mit der Weltesche Yggdrasil gleichgesetzt wird. Darüber hinaus wird die Ziege nur noch einmal erwähnt: Hyndla beleidigt Freyja mit dem Vorwurf, sie sei genauso brünftig wie die Ziege Heidrun.
Die Bedeutung des Namens Heidrun ist unklar. Heiðr könnte ein rituelles Wort für den Opfermet gewesen sein (Jan de Vries). Der Name könnte aber auch mit dem fränkischen Namen Chaideruna zusammenhängen und ‚die ein herrliches Geheimnis besitzt‘ bedeuten (ebenfalls Jan de Vries).
Möglicherweise ist die metspendende Ziege eine nordische Abwandlung der Urkuh, wie sie in der nordischen Mythologie durch Audumla dargestellt wird. In der griechischen Mythologie gibt es aber auch eine Parallele zur Ziege Amaltheia, deren Hörner Füllhörner sind.